# Катастрофа на „Дъглас C-47 Скайтрейн“ на „Малев“ в Унгария през 1961 г.
На 6 август 1961 г. пътнически самолет „Дъглас TS-62“ на унгарските авиолинии „Малев“ се разбива по време на обиколка на забележителности в жилищен район на Будапеща, Унгария, при което загиват всички 23 пътници, 4 членове на екипажа на борда и още трима други на земята. Една от услугите, които авиокомпанията предлага, са обзорни полети над столицата, изключително популярни по това време. Това е първият фатален инцидент в историята на „Малев“ и втората най-смъртоносна авиокатастрофа в Унгария.
Самолетът (вероятно за забавление на пътниците) изпълнява вълнообразен полет, след което започва ляв завой на височина приблизително от 450 м, накланя се наляво и надясно, като същевременно се изкачва и снижава. По този начин носът се повдига твърде много, машината се преобръща надясно, губи бързо своята скорост, преобръща се по гръб и се разбива в жилищна сграда. От удара не последва експлозия, сградата не успява да се срути, но фюзелажът е счупен на две и опашната част пада на земята, при което убива трима души в двор на къща.
В Унгария държавните медии, контролирани от комунистическата партия, съобщават за бедствието в малка статия, като упоменават 20 вместо 30 жертви. Разследването установява, че самолетът е технически изправен, но вероятно екипажът допуска пътници в пилотската кабина в нарушение на правилата за полети и изпълнява остри завои на ниска височина за свое забавление. Въпреки че товарът на самолета е под максимално допустимото тегло, някои пътници са неправилно разпределени. След инцидента туристическите полети над Будапеща са забранени за дълго време.